# Paraeuchaeta tonsa
Paraeuchaeta tonsa är en kräftdjursart som först beskrevs av Giesbrecht 1895.  Paraeuchaeta tonsa ingår i släktet Paraeuchaeta och familjen Euchaetidae. Inga underarter finns listade i Catalogue of Life.